# Heliconius ethilla
Espèce
Heliconius ethilla est un insecte lépidoptère appartenant à la famille des Nymphalidae, à la sous-famille des Heliconiinae et au genre Heliconius.

## Taxinomie
Heliconius ethilla a été décrit par Jean-Baptiste Godart en 1819.

### Sous-espèces
- Heliconius ethilla ethilla ; présent au Venezuela et à Trinité-et-Tobago.
- Heliconius ethilla adela Neustetter, 1912; présent au Pérou.
- Heliconius ethilla aerotome C. & R. Felder, 1862
- Heliconius ethilla cephallenia C. & R. Felder, [1865]; présent au Surinam.
- Heliconius ethilla chapadensis Brown, 1973; présent au Brésil.
- Heliconius ethilla claudia Godman & Salvin; présent à Panama.
- Heliconius ethilla eucoma Hübner, 1831; présent à Panama et au Pérou.
- Heliconius ethilla flavofasciatus Weymer, 1894; présent au Brésil.
- Heliconius ethilla flavomaculatus Weymer,1894; présent au Brésil.
- Heliconius ethilla hyalina Neustetter, 1928 ; présent au Brésil.
- Heliconius ethilla jaruensis Brown, 1976; présent au Brésil.
- Heliconius ethilla latona Neukirchen, 1998; présent en Colombie
- Heliconius ethilla mentor Weymer, 1883; présent en Colombie
- Heliconius ethilla metalilus Butler, 1873; présent au Venezuela
- Heliconius ethilla michaelianius Lamas, 1988; présent au Pérou.
- Heliconius ethilla narcaea Godart, 1818; présent au Brésil.
- Heliconius ethilla nebulosa Kaye, 1916; présent au Pérou.
- Heliconius ethilla neukircheni Lamas, 1998; présent au Pérou.
- Heliconius ethilla numismaticus Weymer, 1894; présent au Brésil.
- Heliconius ethilla penthesilea Neukirchen, 1994; présent au Brésil.
- Heliconius ethilla polychrous C. & R. Felder, [1865]; présent au Brésil.
- Heliconius ethilla semiflavidus Weymer, 1894; présent en Colombie.
- Heliconius ethilla thielei Riffarth, 1900; présent en Guyane
- Heliconius ethilla tyndarus Weymer, 1897; présent en Bolivie
- Heliconius ethilla yuruani Brown & Fernández, 1985; présent au Venezuela[1].

### Nom vernaculaire
Heliconius ethilla se nomme Ethilia Longwing en anglais.

## Description
C'est un grand papillon aux ailes allongées et arrondies de couleur orange orné de marron. Les ailes antérieures sont orange avec une bordure marron à l'apex, des taches marron dans la partie basale et, plus ou moins de taches jaunes pâleen ligne déparant l'apex. Les ailes postérieures sont orange avec une bordure et sont barrées par une ligne de taches marron
Le revers est semblable.

### Chenilles
La chenille est blanche avec des épines noires avec une tête orange.

## Biologie

### Plantes hôtes
Les plantes hôtes sont des Granadilla (Passifloraceae).

## Écologie et distribution
Il est présent en Guyane, en Guyana, au Surinam, à Panama, en Équateur, au Venezuela, à Trinité-et-Tobago, en Bolivie,  en Colombie, au Brésil et au Pérou.

### Biotope
Il réside à proximité de la forêt.